# Буржо, Лео
Жозеф Арман Лео Буржо (фр. Joseph Armand Léo Bourgault; 17 января 1903 — 14 июля 1978, Монреаль) — канадский хоккеист, игравший на позиции защитника, обладатель Кубка Стэнли 1928 года в составе «Нью-Йорк Рейнджерс».

## Биография

### Игровая карьера
В течение двух сезонов играл за «Саскатун Крессентс», после чего в 1926 году присоединился к клубу НХЛ «Торонто Мейпл Лифс», где отыграл половину сезона.
В январе 1927 года был обменян в «Нью-Йорк Рейнджерс», в составе которого отыграл более четырёх сезонов, выиграв в 1928 году первый в истории клуба Кубок Стэнли. В декабре 1930 года был обменян в «Оттаву Сенаторз», где играл два сезона, включая фарм-клуб «Бронкс Тайгерс».
В феврале 1933 года был обменян в « », где отыграл полтора сезона, пока осенью 1934 года не перешёл в «Квебек Касторз», где отыграл до конца сезона. Завершил карьеру в «Спрингфилд Индианс» в возрасте 33 лет.

### Тренерская карьера
Был главным тренером команды «Лаваль Юниверсити» в сезоне 1950/51 годов.

### Смерть
Скончался 14 июля 1978 года в Монреале на 76-м году жизни.